# Comisión Bicentenario
La Comisión Bicentenario (CB) fue un organismo público chileno creado el 16 de octubre del año 2000, mediante el decreto supremo n° 176, durante el gobierno del presidente Ricardo Lagos. Además, junto con la comisión, fue creado el «Comité Asesor Bicentenario», ambos destinados para asesorar a la presidencia de la República «en todo cuanto diga relación con el diseño, programación y coordinación de las políticas, planes, programas, proyectos y actividades que permitieran al país alcanzar el máximo de sus posibilidades para la celebración de los 200 años de la independencia de Chile». Dependía administrativamente del Ministerio del Interior, cuyas oficinas estaban ubicadas en calle Nueva York 9, piso 17, Santiago.
Respecto a la función de la Comisión, las expectativas eran altas. Pocos meses antes de la creación de la CB, Lagos, en un discurso, el 21 de mayo de 2000, respecto a su entonces administración dijo que: «el nuestro será el gobierno de las reformas para llevar a Chile a ser un país desarrollado el 2010».

## Función
Según la Comisión, el Bicentenario de Chile ofrecía una oportunidad única para pensar y proyectar al país colectivamente. El 18 de septiembre de 2010 constituía un horizonte simbólico para materializar muchos proyectos que no podrían ejecutarse en otro contexto. En el mejor sentido de la palabra, el Bicentenario sería la mejor excusa para comprometer a cada ciudadano e institución en la construcción del país que el Gobierno de Chile quería para el 2010: «respetuoso de sus identidades, libre y democrático, diverso e integrado, socialmente equitativo y solidario, en crecimiento y en armonía con su medio ambiente».

## Objetivos
Sobre los objetivos institucionales, en el área de las obras urbanas y de infraestructura, el Directorio Ejecutivo de Obras Bicentenario (DEOB), desarrolló principales proyectos que se ejecutaron a lo largo del país en el marco de la conmemoración. Estos tenían por meta «construir un Chile atractivo e interconectado y con mejores ciudades».
Por otra parte, en el plano de la reflexión y la participación ciudadana, la Comisión Bicentenario asumió un rol fundamental para motivar a los chilenos y chilenas a contribuir a este proyecto desde sus propios sueños e iniciativas. Como una manera de estimular el pensamiento, generó «instancias e instrumentos para fomentar la discusión abierta y plural en torno a nuestra realidad cultural, social, política y económica».
Asimismo, y en su interés por materializar iniciativas de la ciudadanía, acogió diversas propuestas y distinguió a través del llamado «Sello Bicentenario», aquellas propuestas que significaran un aporte notable a la construcción de las identidades nacionales del país, así como al «desarrollo libre y democrático, diverso e integrado, socialmente equitativo, en crecimiento y en armonía con el medio ambiente». Para cumplir con estas tareas, la Comisión Bicentenario realizó sus acciones en los siguientes ejes:
1. Debate y reflexión
2. Sello Bicentenario
3. Publicaciones Bicentenario
4. Premios y concursos

## Estructura
La Comisión dependía de la «Secretaría Ejecutiva de la Comisión Bicentenario», que integraba el Ministerio del Interior de Chile. Por consiguiente, la Secretaría Ejecutiva estaba dividida en cuatro direcciones:
- Dirección de Debate, Reflexión y Coordinación de Estudios: responsable de la línea de debate y reflexión.
- Dirección de Proyectos Especiales: responsable de las áreas de acogida de iniciativas ciudadanas y del Sello Bicentenario que distinguió proyectos que significaron un aporte notable a la construcción de Chile.
- Dirección de Comunicaciones y Producción: responsable de la producción y difusión de los programas y actividades que desarrolló la Comisión Bicentenario. Además, coordinó las Publicaciones Bicentenario y se preocupó de la elaboración y administración del sitio web de la Comisión.
- Dirección de Administración y Finanzas: responsable de la gestión administrativa.

## Composición
La Comisión Bicentenario estaba integrada por 15 personas, entre ellos el ministro del Interior, los presidentes del Senado y de la Cámara de Diputados, el contralor general, el rector de la Universidad de Chile, el titular de la CPC y de la CUT, y el presidente de la Conferencia Episcopal. Mientras que el Comité Asesor lo componían 31 ciudadanos de distintas áreas de la sociedad civil, como políticos, artistas, empresarios, científicos y deportistas.